# 国民健康保険上矢作病院
国民健康保険上矢作病院（こくみんけんこうほけんかみやはぎびょういん）は、岐阜県恵那市上矢作町3111番地2にある病院。運営は恵那市であり（市区町村立病院）、全国に900以上ある国民健康保険診療施設の一つである。
1975年（昭和50年）に恵那郡上矢作町に国民健康保険上矢作診療所として設置され、2004年（平成16年）に合併とともに恵那市所管となって現在に至る。診療科12科・病床数52床（一般：15床、療養：37床）を有する。臨床研修協力施設。救急指定病院として岐阜県知事により告示されている。

## 沿革
- 1975年（昭和50年）6月 - 国民健康保険上矢作診療所（19床）が開設される[1]。
- 1977年（昭和52年）
  - 4月 - 内科、外科、産婦人科を新設される[2]。
  - 4月25日 - 19床から50床に増床され[1]、上矢作町立国民健康保険上矢作病院となる[3]。院長は大島紀玖夫。大島は赴任した医師全員にそば打ちとアユ掛けを学ばせ、患者らにそばやアユをふるまったという[4]。
- 1996年（平成8年）3月6日 - 隣接地にかみやはぎ地域医療センターが開設される[5]。
- 年月日不明：へき地医療拠点病院に指定される。
- 2004年（平成16年） - 市町村合併により恵那市所管の施設となる。
- 2016年（平成28年）11月1日 - 救急病院に指定される[6]。

## 特色
上矢作病院の立地する恵那市上矢作町は過疎地域自立促進特別措置法及び山村振興法に指定されている過疎地域であり、地域の高齢化率も40%に迫ることもあって他に医療機関も少ないため、本院は地域医療を担う中核病院となっている。また本院はへき地医療拠点病院に指定されており、へき地診療所への医師派遣などを通じてへき地における医療基盤維持を支援している。しかし本院でも医師は不足しており、以前よりも診療科が減少したり廃科となった診療科もあるなど厳しい状況にある。診療面の特徴としては、本院では公立の病院としては珍しく夜間診療（17:00 - 18:30）を行なっている。また上矢作病院は二次医療機関として恵那市南部の救急医療の拠点となっている。
設備面の特徴としてはヘリカルCTやマンモグラフィなどの高度医療機器を備えている。
その他の特徴として「かみやはぎ総合保健福祉センター」や「訪問看護ステーション」などが併設されるなど、医療だけでなく保健・福祉分野においても地域の中核拠点となるなど、他の国保施設同様に包括ケアにも積極的に取り組んでいる。また糖尿病教室などを通じた啓発活動も行なわれている。

## 診療科
- 内科
- 呼吸器内科
- 消化器内科
- 呼吸器外科
- 消化器外科
- 外科

- 整形外科
- 肛門外科
- 小児科
- 放射線科
- 麻酔科
- リハビリテーション科

専門外来
- 甲状腺外来 ほか

## 施設概要
A棟
- 外来各科
- 病床
- 応急処置室
- X線室
- 薬局
- 医事課
- 食堂 ほか

B棟
- 病床
- 集中治療室
- 手術室
- CT室 ほか

## 交通アクセス
- 明知鉄道明知線岩村駅から恵那市自主運行バスで約20分。
- 恵那市自主運行バス上矢作線「上矢作病院前」バス停下車。
- 上矢作病院通院バス